# Чокорда Нгурах Вим Сукавати
Чокорда Нгура Вим Сукавати (индон. Tjokorda Ngurah Wim Sukawati; род. 1 февраля 1923 года, Убуд — 24 февраля 2013 года, Джакарта) — индонезийский политический деятель и дипломат. Посол Индонезии в Швейцарии (1976—1979). Старший сын правителя Убуда и единственного президента Государства Восточная Индонезия Чокорда Где Рака Сукавати и его жены Густи Агунг Ньянг Путу.

## Биография

### Ранние годы жизни
Чокорда Нгурах Вим Сукавати родился 1 февраля 1923 года в городе Убуде на острове Бали, в то время являвшемся частью Голландской Ост-Индии, а ныне входящего в состав округе округ Гианьяр индонезийской провинции Бали (провинция). По национальности являлся балийцем, принадлежал к балийской касте ксатриев, соответствующей индийским кшатриям, на что указывает компонент «Чокорда» в его имени. Семья Сукавати с начала XIX века правила небольшим княжеством Убуд, находившемся под сюзеренитетом раджества Гианьяр; последнее, в свою очередь, зависело от голландской администрации. Отец Чокорды Нгураха Вима Сукавати, Чокорда Где Рака Сукавати на момент рождения сына был правящим монархом. Мать, Густи Агунг Ньянг Путу (индон. Gusti Agung Niang Putu), была первой женой его отца. Также у него было два сводных брата — Чокорда Вим Анак Агунг Вера (индон. Tjokorda Wim Anak Agung Vera) и Анак Ангунг Ока Вилли (индон. Anak Agung Oka Willy), которые были детьми его отца от второй жены, француженки по национальности.

### Образование
Чокорда Нгурах Вим Сукавати начал своё образование на родном острове Бали, впоследствии посещал начальную школу в Ментенге, Джакарта. В 1931 году отправился, вместе со своим отцом, в Ниерланды, где посещал начальную школу в Остербеке. После возвращения на родину окончил неполную среднюю, а затем и старшую школу в Джокьякарте, затем поступил в полицейскую академию в Сукабуми, окончив которую начал работу в полиции.
С 1942 по 1947 год Чокорда Нгурах Вим Сукавати был полицейским инспектором в городе Гианьяр. В 1947 году, после того, как его отец стал президентом Государства Восточная Индонезия (ГВИ), стал начальником полиции столицы ГВИ — города Макасар. После ликвидации ГВИ и восстановления унитарной Республики Индонезии перешёл на дипломатическую службу: работал в индонезийских диппредставительствах в Стокгольме и Париже. С 1975 по 1979 годы был послом Индонезии в Швейцарии

## Семья
Чокорда Нгурах Вим Сукавати был женат на Нелли Лухсингер (нидерл. Nelly Luchsinger), голландке по национальности, с которой познакомился во время работы в Макасаре; на момент знакомства она работала в школе учителем домоводства. Они прожили в браке 64 года, в их семье было двое детей.

## Смерть и похороны
Чокорда Нгурах Вим Сукавати умер 24 февраля 2013 года в одной из больниц Джакарты из-за болезней, связанных со старостью; на момент смерти ему было 90 лет. Он был кремирован в Балийском королевском крематории в Убуде. Была организована пышная церемония кремации, на которую пришли несколько тысяч человек.